# 石本沙織
石本 沙織（いしもと さおり、1980年7月7日 - ）は、日本のフリーアナウンサー。元フジテレビアナウンサー。富山県出身。

## 来歴
富山市立西田地方小学校、富山市立南部中学校、富山県立富山高等学校、早稲田大学商学部卒業。
2003年、フジテレビ入社。同期入社に戸部洋子・長野翼・田中大貴、アナウンサー以外では政治部記者の村上真理子などがいる。
2009年3月、新聞コラムのタイトルである『石本沙織の四季織々』をそのままブログのタイトルとした『四季織々』をスタート。
2010年4月、アナトレの講師を務めることになった。
2011年10月5日より2012年9月28日まで、『めざにゅ〜』メインキャスターを務めた杉崎美香の後任として、水 - 金曜日担当のメインキャスターを務めた。同期の戸部洋子同様、『めざにゅ〜』キャスターとして約6年ぶりの復帰となる。
2013年1月10日、1歳年上の会社員の男性と2月に結婚することを発表。2014年12月21日、第1子女児を出産した。2016年7月、産休から復帰した。同年10月5日に第2子妊娠を報告。2017年1月15日に第2子女児を出産した。2019年2月4日、産休から復帰した。
2019年12月に神奈川県逗子市に移住。
2023年3月31日、フジテレビを退職。
2024年5月31日、6月7日、6月14日に『エボラジ LUNCH STATION』（茅ヶ崎エフエム）金曜パーソナリティである政井マヤの代理出演をした。同年7月2日から同番組の火曜パーソナリティを担当する。

## 人物
- 名前の由来は、誕生日の七夕にちなんで付けられた[15]。
- 父、母、姉、兄がいる[16][17][18]。大学時代は姉と一緒に暮らした[19]。

### 学生時代
- 小学生時代に、富山市の健康優良児に選ばれたことがある。
- 小中高ではバレーボール部[20]、合唱部に所属していた[21]。
- 高校の教諭に勧められて、アナウンサーを目指した。
- 大学では競技チアリーディングサークル「ファルコンズ」に所属[22][23]。テレビ局のアルバイトをしたり、フジテレビのアナウンススクールに通っていた。
- 子供の頃からまとめ役になることが多く、学級委員や児童会・生徒の会長、大学ではゼミ幹事をした。

### 趣味
- 歌、地図を読み込むこと[24]、カラオケ[25]
- 逗子市に暮らしてからはSUP、家庭菜園を楽しんでいる。

### 特技
- 絶対音感、球速90km

### 免許・資格
- チアリーディング指導者資格C－1、スキューバーダイビング（BSAC）、全米ヨガアライアンス認定資格（RYT200）、防災士

### 好きな人物・作品
- 尊敬する人：DREAMS COME TRUEの吉田美和
- 本：100万回生きたねこ
- 映画：かぐや姫の物語
- ミュージカル：キャッツ
- ドラマ：『ロングバケーション』が好きで、DVDを持っている。セリフを覚えて、ロケ地巡りをしたことがある[26]。

### 性格
- 大雑把だと自己分析している。
- 一見しっかりしてそうに見られるが、実際には3人兄弟の末っ子でみんなについて行きたいタイプ。

### 交友関係
- 高校時代の同窓生にフリーアナウンサーの深井ゆきえと気象予報士の木地智美がいる。
- 同じ年にアナウンサーデビューした首藤奈知子（NHK）とは就職活動時からの友人。首藤がNHK松山放送局から東京アナウンス室へ異動になり、2007年度の『NHKニュースおはよう日本』（平日）を担当していた際には、石本も当時朝番組を担当していたことから、番組終了後に2人一緒に昼食の時間を過ごしていた。
- プロ野球選手の和田毅とは大学の同期である。一方で高畑百合子（TBS）とは出身校、所属組織が異なるが、同じくチアリーダー経験者であり、共にスポーツキャスターを担当、入社年が同じなど、共通点が多い。
- 東京ヤクルトスワローズのマスコットキャラクターであるつば九郎は石本のファンであることを公言しており[27]、石本もテレビ番組などで度々共演していた。2025年2月につば九郎の担当スタッフが死去した際は自身のInstagramにて、「推しでいてくれてありがとう。たくさんのえみふるをありがとう」との追悼コメントを投稿した[28]。

## エピソード
- 『女子アナスペシャル』では、2007年1月8日の放送では真剣斬りを初体験[29]。その身体能力の高さを生かし、『FNNスーパーニュースWEEKEND』のスポーツコーナーでは、スポーツの体験取材を行っていた[30]。
- 2008年3月からフジテレビのアナウンサーサイト『アナマガプレミアム』の『Salsa de happy!』という企画で倉田大誠、遠藤玲子、中村光宏とともにサルサダンスに挑戦した。その模様は『アナマガプレミアム』の中で動画配信され、また期間限定の『サルブロ』というブログも立ち上がった。

### 歌・ものまね
- 絶対音感を持った歌唱力が有り、歌の上手さではフジきってのものと言われる[31]。
- 『フジアナスタジオ まる生』の企画で結成されたバンド「BANG! BANG! BAND!!」のメインボーカルを務めている。曲名は「Paradise 2009」。曲の作詞は石本、作曲は奥寺健が担当した。曲作りの模様はフジテレビホームページのアナウンサーサイト『アナマガプレミアム』で12回に渡り動画配信されている。2009年10月3日放送の『フジアナスタジオ まる生2009』では同曲のレコーディングの模様が紹介され、同日から番組のエンディングテーマとして番組終了時に流されている。なお、フジテレビの携帯サイト「携帯アナマガ」において「着うた」として配信されている。
- 歌まねも得意とし『爆笑そっくりものまね紅白歌合戦スペシャル』に2005年秋の回からレギュラー出演していたが、2012年10月『FNNスーパーニュース』キャスター就任後は出演していない。
  - 『爆笑そっくりものまね紅白歌合戦スペシャル』では、

SPEED『White Love』（2008年12月30日、高橋真麻・本田朋子・松尾翠と共に）、大黒摩季『ら・ら・ら』（2008年12月30日）[32]
『ベルサイユのばら』（2009年4月7日　高橋真麻・本田朋子・松尾翠らと共に）、元ちとせ『ワダツミの木』（2009年4月7日）[33]
平松愛理『部屋とYシャツと私』（2009年9月29日）[34]
などの歌唱を披露している。
- 2010年1月12日放送の「カスペ!草彅剛の女子アナ2010人気芸人が女子アナを丸ハダカSP」の「女子アナ歌がうまい王座決定戦!!」コーナーでは絢香の「三日月」を披露[35]。同年7月13日放送の同番組では「愛をこめて花束を」を披露して99点を獲得し2位（優勝者は「かもめが翔んだ日」を歌った高橋真麻）になる[36]。2011年1月13日放送では「Everything」を歌唱し高橋と同点優勝になる[37]。
- 2011年9月13日放送の「カスペ!草彅剛の女子アナ2011フジテレビ愛は本当にあるのかガチ検証SP」の「女子アナ歌がうまい王座決定戦!!」コーナーでは平原綾香のJupiterを披露して100点満点を獲得し、審査員の小室哲哉は「楽曲提供のプレゼンをしたい」と、司会の千原ジュニアは「Go to 『僕らの音楽』!!」「'Go to 『MUSIC FAIR』!!」とそれぞれ評した[38]。

## 現在の出演番組

### ラジオ
- エボラジ LUNCH STATION（茅ヶ崎エフエム、2024年7月2日 - ）- 火曜パーソナリティ

## 過去の出演番組

### テレビ
フジテレビ時代 
- めざにゅ〜
  - 天気予報（2003年10月2日 - 2004年12月24日、木・金曜日担当）
  - 水 - 金曜日メインキャスター（2011年10月5日 - 2012年9月28日）[39]
- めざましテレビ
  - 「見出しde勝負」 金曜日担当（2003年10月 - 2004年3月）
  - 「朝イチ!めざまし情報局」 木・金曜日担当（2004年4月 - 2004年12月）
  - スポーツコーナー 木・金曜日担当（2005年1月 - 2006年9月）
  - スポーツコーナー 月・火・水曜日担当（2006年10月 - 2007年9月28日）
  - 月曜日担当ココ調レポーター(2009年3月30日 - 2011年3月28日)

※キャスターの代理をする場合もある。
情報キャスター（2004年7月23日、2005年9月12日 - 16日、2006年8月21日 - 25日、2006年11月23日・2007年8月6日 - 8月8日、2007年9月10日 - 14日）
お天気キャスター（2004年10月11日）
※最初の出演は2003年9月22日・23日。毎年恒例の新人アナウンサーによるお天気キャスターの夏休み時代理で出演した。
- FNNスーパーニュースWEEKEND
  - スポーツキャスター（2003年10月4日 - 2006年9月30日）
  - 土曜日担当ナレーター（2009年10月3日 - 2011年3月26日）
  - メインキャスター（2011年4月2日 - 2012年9月30日）[40]
- 晴れたらイイねッ!Let'sコミミ隊（2003年11月23日､2004年3月28日､2005年4月24日､7月17日､11月20日､2006年4月2日､5月21日､6月18日､2007年1月7日）
- 女子アナスペシャル（2004年1月5日 - 2012年10月15日）
- BSフジNEWS（2004年4月 − 2012年9月）
- う!ウマいんです。（2004年7月12日）鎌倉でカニグラタンを食べる
- ジャンクSPORTS（2004年9月12日[注釈 1]、2006年11月26日[注釈 2]）
- 芸能人女子フットサル公式戦 スフィアリーグ（フジテレビ739）リポーター
- めざましテレビ公認 わがまま!気まま!旅気分（2004年12月18日､2005年3月19日､4月23日､5月14日､9月24日､2006年5月13日）
- BBコンプレックス（インターネット 5代目イメージキャラクター）（2005年1月 - 2月2週放送分）
- 海筋肉王 〜バイキング〜（2005年3月22日､4月4日､10月4日､2006年4月1日）選手として出演
- enjoy! Baseball（2005年度）（フジテレビ巨人戦中継日）ナイター情報、ナビゲーター（2005年4月6日 - 9月7日）

頭部にヘッドセットを付けて出演
- こたえてちょーだい!（2005年7月20日､7月29日 - 9月30日の金曜日菊間千乃の代役。2006年9月14日中村仁美の代役）
- 爆笑そっくりものまね紅白歌合戦スペシャル（2005年9月20日）ものまね演者
- 第17回出雲全日本大学選抜駅伝（2005年10月10日）インタビュー
- 国際千葉駅伝
  - 2005年：優勝チームインタビュー
  - 2007年：第2中継所実況・優勝チームインタビュー
  - 2009年：第2中継所実況
  - 2011年：第2中継所実況
- L!VE MAJOR LEAGUE BASEBALL（2006年度）キャスター
- お笑いネクストブレーカー（2006年1月29日、2月5日　BSフジ、ニッポン放送）
- Run for money 逃走中（2006年9月26日）自首し見事賞金を獲得
- アイドリング!!!（2006年10月30日 - 2007年9月、2010年2月16日、3月2・16・18日）（不定期出演）
- 第44回新春かくし芸大会2007「新春荒波太鼓」演目（2007年1月1日）
- アイドリング!!!日記（2007年1月10日 - 2007年9月）（不定期出演）
- ゴルフ中継
  - フジサンケイレディスクラシック（2007年4月22日 - ）不定期出演
  - フジサンケイクラシック（2007年9月2日 - ）不定期出演
- ザ・ベストハウス123（2007年2月14日､2月21日）本上まなみの代役
- わかってちょーだい!(2007年8月27日､8月28日)戸部洋子の代役
- ハピふる!（2007年10月 - 2008年9月）司会
- メダマ!?ラジオ（2007年11月1日 - 11月29日、木曜担当）
- BS民放5局の年末年始共同スペシャル番組『新・日本百景100年後に残したい日本の姿』（2007年12月29日 - 2008年1月2日 BS民放各局）
- 情報プレゼンター とくダネ!（2008年10月 - 2011年3月）プレゼンター担当
- FNNニュース（2009年1月2日夕方枠、2010年12月31日早朝・昼枠、2011年1月5日深夜枠、2012年1月3日昼・夕方枠、2013年7月25日夕方枠[41]）
- 東京マラソン2009（2009年3月22日）リポーター
- めざましどようび・めざましどようびメガ（2009年9月5日）メインキャスター・杉崎美香の夏休みによる代行
- FNNスピーク（2009年10月3日 - 2011年3月26日）土曜日キャスター
  - 2009年7月18・25日、藤村さおり休養時にキャスター代理を務めた。
  - 2014年3月31日 - 7月9日までは、平日キャスター → 月 - 水曜日のキャスター
- 韓タメDX（フジテレビTWO、2009年 − 2010年 ）
- 情報プレゼンター とくダネ!（2010年2月1日､2月8日）「ぎゅぎゅっとエンタ」（2月2日､2月9日）「週間ランクイ~ン」勤続10年&夏休みの長谷川豊の代行
- 金曜プレステージ・顔も声もご本人と一緒! 爆笑そっくりものまね紅白歌合戦スペシャル（2010年2月19日 - 2012年2月24日）白組司会
- もしもツアーズ（2010年5月29日 ）坂下千里子産休時の代理。不定期出演
- 産経テレニュースFNN（2011年7月3日 - 9月25日）昼枠キャスター
- プロ野球ニュース2011・2012（2011年4月13日 - 2012年3月）水曜日キャスター
- プロ野球ニュース2012（不定期）主に月曜日のMC
- FNNスーパーニュース（2012年10月1日 - 2014年3月28日）サブキャスター
- TOKIOカケル（2012年11月7日 - ）声に出して注文したい料理店　ナレーション
- NEWSお台場発[42]（2013年9月30日 - 2014年3月28日）キャスター
- BSフジLIVE プライムニュース（2014年4月4日 - 4月25日、BSフジ）金曜日を担当
- こんやのニュース（2016年7月2日 - 10月1日）土曜日を担当
- スポーツLIFE HERO'S（2016年7月3日 - 2016年9月25日）- 土曜日のニュースコーナー
- 皇室ご一家（2019年4月7日 - 2019年9月29日）
- S-PARK（2019年4月7日 - 2020年3月29日）- 日曜版ニュースキャスター
- Live News イット!（2019年10月2日 - 2022年12月23日）
  - アレコレト! 水 - 金曜日担当（ - 2020年9月25日）
  - 情報キャスター 木・金曜日→水 - 金曜日担当（2020年10月1日 - 2022年12月23日）
- ノンストップ! （2020年 - 2022年12月27日）- ナレーション

### ラジオ
フリーアナウンサー時代
- エボラジ ＬＵＮＣＨ ＳＴＡＴＩＯＮ（茅ヶ崎エフエム、2024年5月31日、6月7日、6月14日）- 金曜パーソナリティ 政井マヤの代行。

## 書籍

### 連載
- 『石本沙織の四季織々』（2007年7月6日 - 11月、讀賣新聞〈東京版夕刊〉）